# منتخب قبرص للكريكت
منتخب قبرص الوطني للكريكت هو ممثل قبرص الرسمي في المنافسات الدولية في الكريكت .

## وصلات خارجية
- الموقع الرسمي